# Konstadínos Baniótis
Konstadinos Baniotis, detto Kostas (in greco Κωσταντίνος Μπανιώτης?; Komotini, 6 novembre 1986), è un altista greco.

## Biografia
Parteciperà ai Giochi olimpici di Londra 2012.

## Progressione

### Salto in alto outdoor
| Stagione | Misura | Luogo      | Data      | Rank. Mond. |
| -------- | ------ | ---------- | --------- | ----------- |
| 2012     | 2,28 m | Praga      | 11-6-2012 |             |
| 2011     | 2,28 m | Praga      | 13-6-2011 |             |
| 2010     | 2,28 m | Barcellona | 9-7-2010  |             |
| 2009     | 2,28 m | Leiria     | 20-6-2009 |             |
| 2008     | 2,27 m | Atene      | 14-6-2008 |             |
| 2007     | 2,23 m | Atene      | 16-6-2007 |             |

### Salto in alto indoor
| Stagione | Misura | Luogo           | Data      | Rank. Mond. |
| -------- | ------ | --------------- | --------- | ----------- |
| 2012     | 2,31 m | Banská Bystrica | 8-2-2012  |             |
| 2011     | 2,32 m | Parigi          | 5-3-2011  |             |
| 2009     | 2,29 m | Torino          | 7-3-2009  |             |
| 2008     | 2,27 m | Peanía          | 26-1-2008 |             |

## Palmarès
| Anno | Manifestazione          | Sede           | Evento        | Risultato      | Prestazione | Note                          |
| ---- | ----------------------- | -------------- | ------------- | -------------- | ----------- | ----------------------------- |
| 2008 | Olimpiadi               | Pechino        | Salto in alto | Qualificazione | 2,10 m      |                               |
| 2009 | Europei indoor          | Torino         | Salto in alto | 6º             | 2,29 m      |                               |
| 2009 | Giochi del Mediterraneo | Pescara        | Salto in alto | Argento        | 2,28 m      |                               |
| 2009 | Mondiali                | Berlino        | Salto in alto | 16º (q)        | 2,24 m      |                               |
| 2010 | Europei                 | Barcellona     | Salto in alto | 8º             | 2,23 m      |                               |
| 2011 | Europei indoor          | Parigi         | Salto in alto | 4º             | 2,32 m      | Miglior prestazione personale |
| 2011 | Mondiali                | Taegu          | Salto in alto | 15º (q)        | 2,28 m      |                               |
| 2012 | Mondiali                | Istanbul       | Salto in alto | 4º             | 2,31 m      |                               |
| 2012 | Europei                 | Helsinki       | Salto in alto | Qualificazione | 2,19 m      |                               |
| 2012 | Olimpiadi               | Londra         | Salto in alto | Qualificazione | 2,21 m      |                               |
| 2013 | Europei indoor          | Göteborg       | Salto in alto | 9º             | 2,19 m      |                               |
| 2013 | Giochi del Mediterraneo | Mersin         | Salto in alto | Oro            | 2,34 m      |                               |
| 2013 | Mondiali                | Mosca          | Salto in alto | 10º            | 2,25 m      |                               |
| 2014 | Europei                 | Zurigo         | Salto in alto | 20º (q)        | 2,15 m      |                               |
| 2015 | Europei indoor          | Praga          | Salto in alto | 12º (q)        | 2,24 m      |                               |
| 2015 | Mondiali                | Pechino        | Salto in alto | 14º            | 2,20 m      |                               |
| 2016 | Mondiali indoor         | Portland       | Salto in alto | 5º             | 2,29 m      |                               |
| 2016 | Europei                 | Amsterdam      | Salto in alto | 6º             | 2,24 m      |                               |
| 2016 | Giochi olimpici         | Rio de Janeiro | Salto in alto | 34º (q)        | 2,22 m      |                               |
| 2018 | Giochi del Mediterraneo | Tarragona      | Salto in alto | Argento        | 2,23 m      |                               |
| 2019 | Europei indoor          | Glasgow        | Salto in alto | Argento        | 2,26 m      |                               |

## Campionati nazionali
2008
- Oro ai campionati greci, salto in alto

2009
- Oro ai campionati greci, salto in alto

## Altre competizioni internazionali
2009
- 6º agli Europei a squadre ( Leiria), salto in alto - 2,28 m
- 7º alla World Athletics Final ( Salonicco), salto in alto - 2,22 m